# Cifose
A cifose, vulgarmente chamada de corcundez (a pessoa afetada sendo popularmente chamada de "corcunda"), é definida como um aumento anormal da convexidade posterior da coluna vertebral, sendo as causas mais importantes dessa deformidade, a má postura e o condicionamento físico insuficiente. Doenças como espondilite anquilosante e a osteoporose senil também ocasionam esse tipo de deformidade nos adultos. Nos jovens a osteocondrite é a principal causa de deformidades mais acentuadas. É bastante tratada por fisioterapeutas ortopedistas.
A hipercifose é o aumento da curvatura da região dorsal, ou seja, é o aumento da convexidade posterior no plano sagital, podendo ser flexível ou irredutível.
Nós podemos classificá-la como sendo postural, Scheuermann (osteocondrose espinhal), congênita, traumática, metabólica, inflamatória — mal de Pott (TBC), tumoral e outras.
O aumento da curvatura cifótica promove alterações anatômicas ocasionando o dorso curvo, gibosidade posterior, encurtamento vertebral e pode ocorrer déficit respiratório, por reduzir a capacidade de sustentação da coluna vertebral e também a diminuição da expansibilidade torácica.
A cintura escapular torna-se projetada à frente, com deslocamento das escápulas para baixo e para frente. A musculatura peitoral torna-se hipertônica e a dorsal hipotônica. A cabeça é projetada à frente da linha de gravidade, ocasionando uma hiperlordose cervical.
Toda hipercifose, de um modo geral, tem sua lordose compensadora, cervical e lombar, para dessa forma poder manter a sustentação do corpo mesmo que descompensada.
A cifose postural é muito comum na adolescência, tanto nos meninos como nas meninas. Estes adquirem maus hábitos no sentar, andando, estudando e até mesmo em pé. No adulto, em mulheres idosas, a cifose pode aparecer devido a osteoporose, cujas vértebras em conseqüência de uma rarefação ósseas, ficam fracas ou em forma de cunha.
O tratamento para cifose postural apresenta bons resultados quando ainda não temos deformidades estruturais nos corpos vertebrais e o mesmo deve ser realizado ainda na fase de crescimento da criança.
A cifose pode localizar-se na região dorsal, dorso-torácica e toracolombar. Neste último caso, encontraremos uma retificação da lordose lombar, contribuindo para a redução da mobilidade desta região.